# 笠田駅
笠田駅（かせだえき）は、和歌山県伊都郡かつらぎ町笠田東にある、西日本旅客鉄道（JR西日本）和歌山線の駅である。

## 歴史
- 1900年（明治33年）11月25日：紀和鉄道の橋本駅 - 粉河駅間延伸により開業[1][3]。
- 1904年（明治37年）8月27日：紀和鉄道の路線を関西鉄道が承継し、同社の駅となる[1]。
- 1907年（明治40年）10月1日：関西鉄道が鉄道国有法により国有化され、帝国鉄道庁の駅となる[1][3]。
- 1909年（明治42年）10月12日：線路名称が制定され、和歌山線の所属となる[1]。
- 1971年（昭和46年）10月1日：貨物の取り扱いを廃止[3]。
- 1984年（昭和59年）10月20日：荷物扱い廃止[3]。
- 1987年（昭和62年）4月1日：国鉄分割民営化により、西日本旅客鉄道の駅となる[1][3]。
- 2020年（令和2年）3月14日：ICカード「ICOCA」が利用可能となる[4]。ICカード専用簡易改札機で対応（出場用のみ）。
- 2021年（令和3年）7月1日：駅業務がJR西日本メンテックからJR西日本交通サービスに移管された。
- 2022年（令和4年）4月1日：終日無人化[2]。

## 駅構造
相対式2面2線のホームを持つ行違い可能な地上駅。駅本屋側ホームが1番（下り）のりば、跨線橋を渡った反対側ホームが2番（上り）のりばである。行違い可能だが安全側線は設置されていない。駅舎と反対側にある笠田高等学校へのアクセス性向上のため、2番（上り）のりばから直接出場できる生徒専用改札口が設けられている。
無人駅である（橋本駅管理）。自動券売機、入場印字機が設置されている。一部の電車を除き、全ての扉は開かない。
便所は、かつらぎ町管理の男女別水洗式便所が駅舎の隣に設置されている。
2020年3月14日のダイヤ改正で当駅でもICOCA等の交通系ICカードが利用できるようになったが、駅舎に設置されているのは降車時に車内でタッチができなかった場合に利用する出場用のICカード専用簡易改札機のみであり、入場の際には電車内でタッチする必要がある。

### のりば
| のりば | 路線     | 方向 | 行先             |
| ------ | -------- | ---- | ---------------- |
| 1      | 和歌山線 | 下り | 粉河・和歌山方面 |
| 2      | 和歌山線 | 上り | 橋本・五条方面   |

## 利用状況
近年の1日平均乗車人員は以下の通り。
| 乗車人員推移 | 乗車人員推移 |
| 年度         | 1日平均人数  |
| ------------ | ------------ |
| 1998         | 890          |
| 1999         | 874          |
| 2000         | 846          |
| 2001         | 842          |
| 2002         | 779          |
| 2003         | 795          |
| 2004         | 827          |
| 2005         | 824          |
| 2006         | 835          |
| 2007         | 810          |
| 2008         | 832          |
| 2009         | 760          |
| 2010         | 785          |
| 2011         | 801          |
| 2012         | 776          |
| 2013         | 803          |
| 2014         | 794          |
| 2015         | 789          |
| 2016         | 756          |
| 2017         | 748          |
| 2018         | 749          |
| 2019         | 736          |
| 2020         | 690          |
| 2021         | 656          |
| 2022         | 651          |

## 駅周辺
- かつらぎ町観光案内所（駅舎に隣接）
- 和歌山県立笠田高等学校
- かつらぎ町立笠田中学校
- かつらぎ町立笠田小学校
- かつらぎ温泉 八風の湯 (旧 野半の里温泉 蔵の湯)
 - 当駅の駅スタンプにある「駅前温泉」
- 寶來山神社
- 十五社の樟樹
- かつらぎ警察署笠田交番
- 紀陽銀行笠田支店
- 京奈和自動車道かつらぎ西IC/PA
- 国道24号
- 国道480号
- 和歌山県道111号笠田停車場線
- 和歌山県道125号那賀かつらぎ線

## バス路線

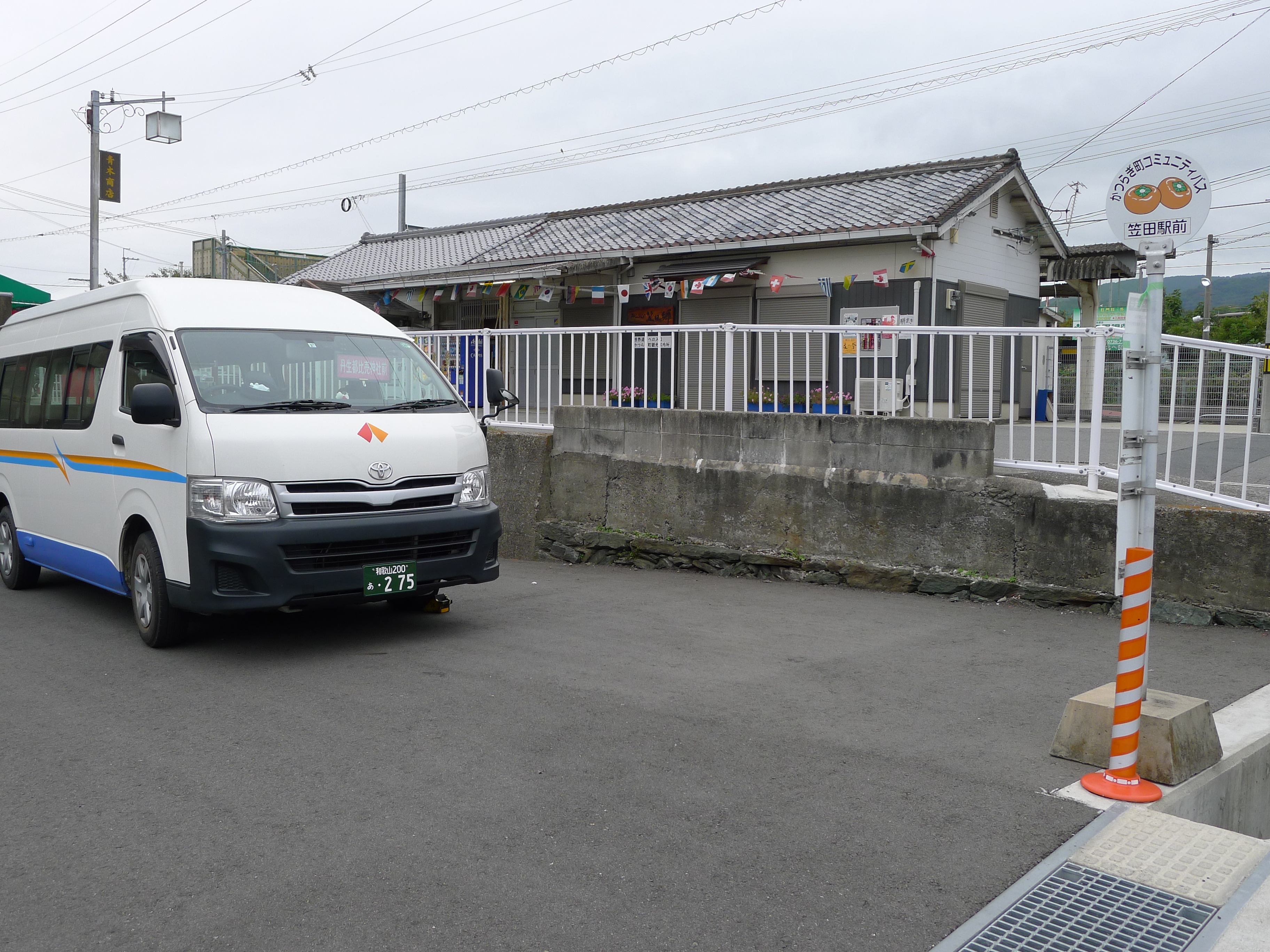
コミュニティバス 乗り場

駅舎に隣接する交差点付近に「笠田駅前」停留所があり、かつらぎ町コミュニティバスの路線が発着する。
現行路線
- かつらぎ町コミュニティバス
  - 新城・花園コース
  - 天野コース
  - 通院コース

上記のほか、デマンドタクシーの一部路線も当駅を発着する。かつては下記の路線バスが運行されていた。
廃止路線
- 和歌山バス那賀
  - 笠田線 (2002年4月廃止、かつらぎ町コミュニティバスに移管)
  - 志賀線 (2002年4月廃止、かつらぎ町コミュニティバスに移管)
- 南海バス／和歌山バス那賀

※広域観光実証実験路線として、和泉中央駅行きが土曜・休日に6往復運行されていたが、2019年3月末に廃止された。

## 隣の駅
西日本旅客鉄道（JR西日本）
 和歌山線
■快速（粉河駅以東各駅停車）・■普通
大谷駅 -笠田駅 - 西笠田駅